# Charles Carlsson
Charles Axel Alberto Carlsson, född 4 juli 1882 i Stockholm, död där 3 februari 1957, var en svensk konstnär.
Han var son till skräddaren Axel Carlsson och sångerskan Ida Wilhelmina Nord, samt från 1911 gift med Therese Victoria Sundström. 
Carlsson arbetade först som typograf och kom senare att arbeta med annonser för olika Stockholmstidningar. Vid sidan av sitt arbete studerade han konst för Martha Rydell-Lindström, Ragnar Ahrens och Sören Sten-Jonsen, samt under studieresor till bland annat Tyskland, Åland, Norge och Frankrike där han då passade på att studera för André Lhote. Hans konst består av porträtt, mariner och fjällandskap. Han var under en period ordförande i föreningen Sveriges fria konstförbund.